# Bernd Lawrenz
Bernd Lawrenz (* 19. Februar 1945) ist ein deutscher Badmintonspieler. 

## Karriere
Bernd Lawrenz gewann 1963 bei den DDR-Juniorenmeisterschaften Bronze im Herrendoppel. Mit der HSG DHfK Leipzig belegte er bei den DDR-Mannschaftsmeisterschaften 1966 Rang zwei in der DDR-Oberliga. 1974 wurde er Dritter im Herrendoppel beim Silbernen Federball ebenso wie bei den DDR-Einzelmeisterschaften des Folgejahres. In der DDR-Nationalmannschaft kam er zu zwei Einsätzen.

## Sportliche Erfolge
| Saison    | Veranstaltung                    | Disziplin      | Platz | Name |
| --------- | -------------------------------- | -------------- | ----- | --- |
| 1962/1963 | DDR-Einzelmeisterschaft AK 16/17 | Herrendoppel   | 3     | Bernd Lawrenz / Hans-Jörg Hecker (Fortschritt Hohenstein-Ernstthal) |
| 1965/1966 | DDR-Mannschaftsmeisterschaft     | Mannschaft     | 2     | HSG DHfK Leipzig (Volker Herbst, Gerd Pigola, Gerd Hachmeister, Bernd Hachmeister, Reinhard Stobbe, Bernd Lawrenz, Norbert Skonetzki, Beate Herbst, Marianne Döbler, Dagmar Herbst) |
| 1974      | Silberner Federball              | Herrendoppel   | 3     | Bernd Lawrenz / Klaus Illgen (Fortschritt Hohenstein-Ernstthal) |
| 1974      | Silberner Federball              | Herreneinzel B | 1     | Bernd Lawrenz (Fortschritt Hohenstein-Ernstthal) |
| 1975      | DDR-Einzelmeisterschaft          | Herrendoppel   | 3     | Bernd Lawrenz / Klaus Illgen (Fortschritt Hohenstein-Ernstthal) |

## Referenzen
- René Born: Badminton in Tröbitz (Teil 1 – Die Anfänge, die Medaillengewinner, die Statistik), Eigenverlag (2007), 455 Seiten (Online-Version)
- http://www.badminton.de/Laenderspiele-fuer-DDR.684.0.html

| Personendaten    | Personendaten              |
| ---------------- | -------------------------- |
| NAME             | Lawrenz, Bernd             |
| KURZBESCHREIBUNG | deutscher Badmintonspieler |
| GEBURTSDATUM     | 19. Februar 1945           |